# Arqueología del Perú
En el mundo hay incontables restos arqueológicos de distintas épocas, sin embargo, los más antiguos y abundantes hallazgos arqueológicos tienden a concentrarse principalmente en los territorios de los actuales Perú y Mesoamérica en América, Egipto en África, Mesopotamia (Irak), India y China en Asia, y Grecia en Europa.

## Culturas arqueológicas más importantes del Perú
- Caral
- Chachapoyas
- Chancay
- Chavín
- Chimú
- Chincha
- Chiribaya
- Cupisnique
- Gallinazo
- Huari
- Huarpa
- Lambayeque
- Lima
- Moche o Mochica
- Nazca
- Paracas
- Pucará
- Recuay
- Tallán
- Tiahuanaco
- Topará
- Salinar
- Vicús
- Virú

## Sitios arqueológicos destacados
- Apurlec
- Aypate
- Batán Grande
- Cabeza de Vaca
- Cahuachi
- Caral
- Castillo de Huarmey
- Chan Chan
- Chanquillo
- Chavín de Huantar
- Choquequirao
- Chotuna Chornancap
- Complejo El Brujo
- Gran Pajatén
- Huari
- Huacas de Moche
- Huaca Pucllana
- Kenko
- Kotosh
- Kuélap
- Kuntur Wasi
- Líneas de Nazca
- Los Frailones-Cumbemayo
- Machu Picchu
- Marcahuamachuco
- Moray
- Narihualá
- Ollantaytambo
- Pachacamac
- Pakatnamú
- Pampa Grande
- Piquillacta
- Písac
- Racchi
- Sacsayhuamán
- San José de Moro
- Sechín
- Sillustani
- Sipán
- Tambo Colorado
- Tambomachay
- Tipón
- Túcume
- Ventanillas de Otuzco
- Ventarrón

## Arqueólogos destacados
- Santiago Uceda Castillo
- Regulo Franco Jordan
- Walter Alva Alva
- Duccio Bonavia
- Rebeca Carrión Cachot
- Federico Kauffmann Doig
- Peter Kaulicke
- Rafael Larco Hoyle
- Luis Lumbreras
- Krzysztof Makowski
- Ramiro Matos Mendieta
- Toribio Mejía Xesspe
- Jorge C. Muelle
- Antonio Raimondi
- Maria Reiche
- John Rowe
- Ruth Shady
- Julio César Tello
- Max Uhle